# Aleksandr Petrovič Sokolov
Aleksandr Petrovič Sokolov (in russo Александр Петрович Соколов?; San Pietroburgo, 10 novembre 1829 – 2 dicembre 1913) è stato un pittore russo.

## Biografia
Era il figlio minore del pittore Pëtr Fëdorovič Sokolov, e di sua moglie, Julia Pavlovna Brjullova, nipote di Karl Pavlovič Brjullov.
Nel 1847 entrò nella scuola di pittura, scultura e architettura di Mosca e due anni dopo entrò nell'Accademia Imperiale delle Arti. Terminata l'accademia, si dedicò principalmente ai ritratti guadagnandosi, ben presto, una reputazione onorevole.
Nel 1859, con i ritratti della signora von Kruse, dei suoi figli e di suo fratello, Pëtr Petrovič Sokolov, divenne membro dell'Accademia Imperiale delle Arti.
Egli mostrò una preferenza nei ritratti delle signore, le cui opere si possono ammirare presso il Museo Alessandro III di San Pietroburgo (oggi il Museo russo) e nella Galleria Tret'jakov di Mosca. Dipinse anche ritratti di alcuni membri della famiglia imperiale e in particolare dell'imperatrice Maria Feodorovna. Dal 1892 è stato curatore dell'Accademia Imperiale delle Arti.

## Galleria d'immagini

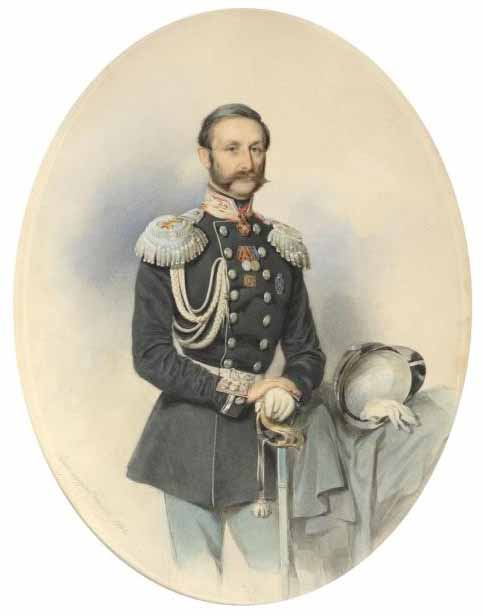
Ritratto del principe Aleksej Ivanovič Kropotkin, 1860, Museo Vasilij Andreevič Tropinin.
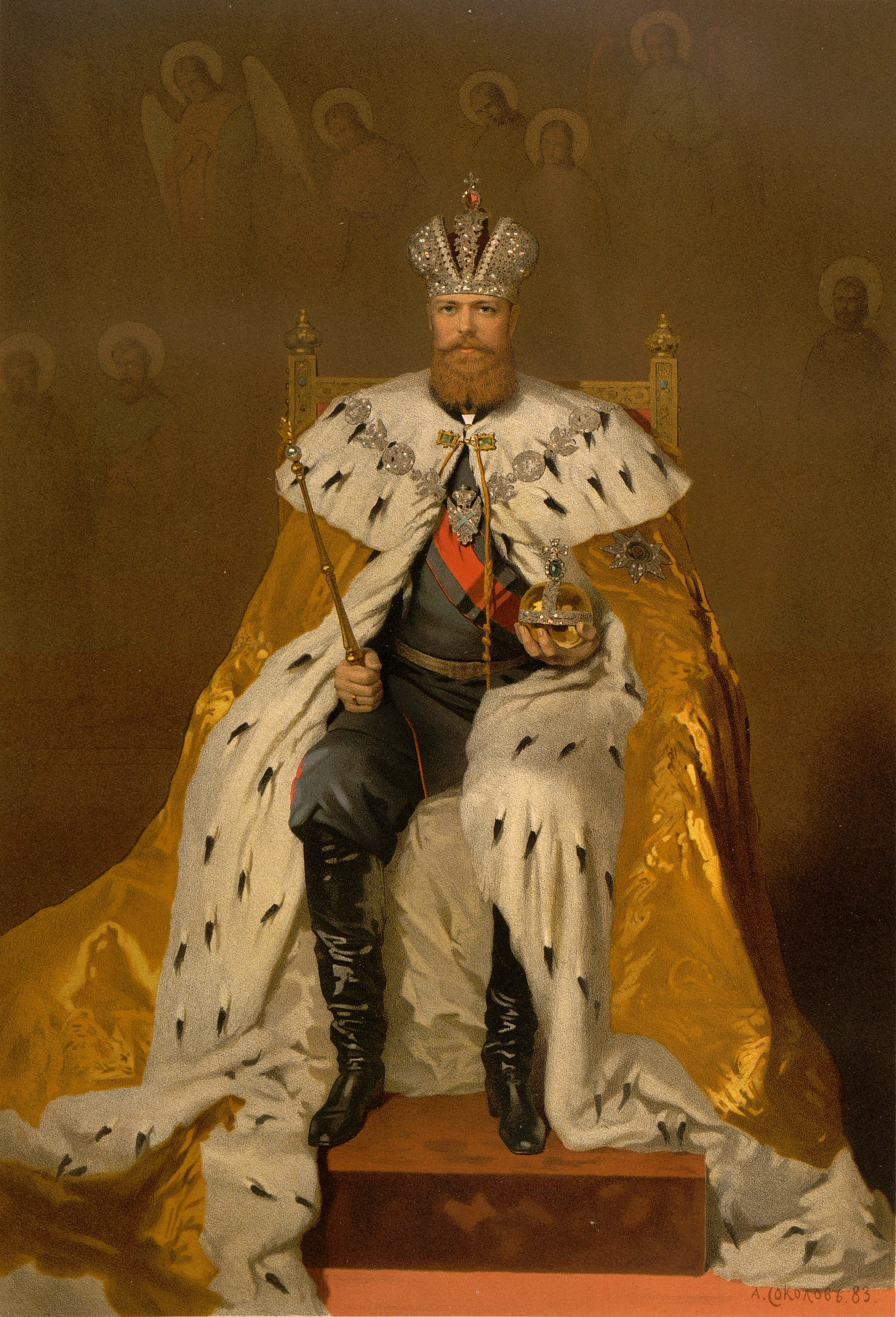
L'imperatore Alessandro III nel giorno dell'incoronazione, 1883.
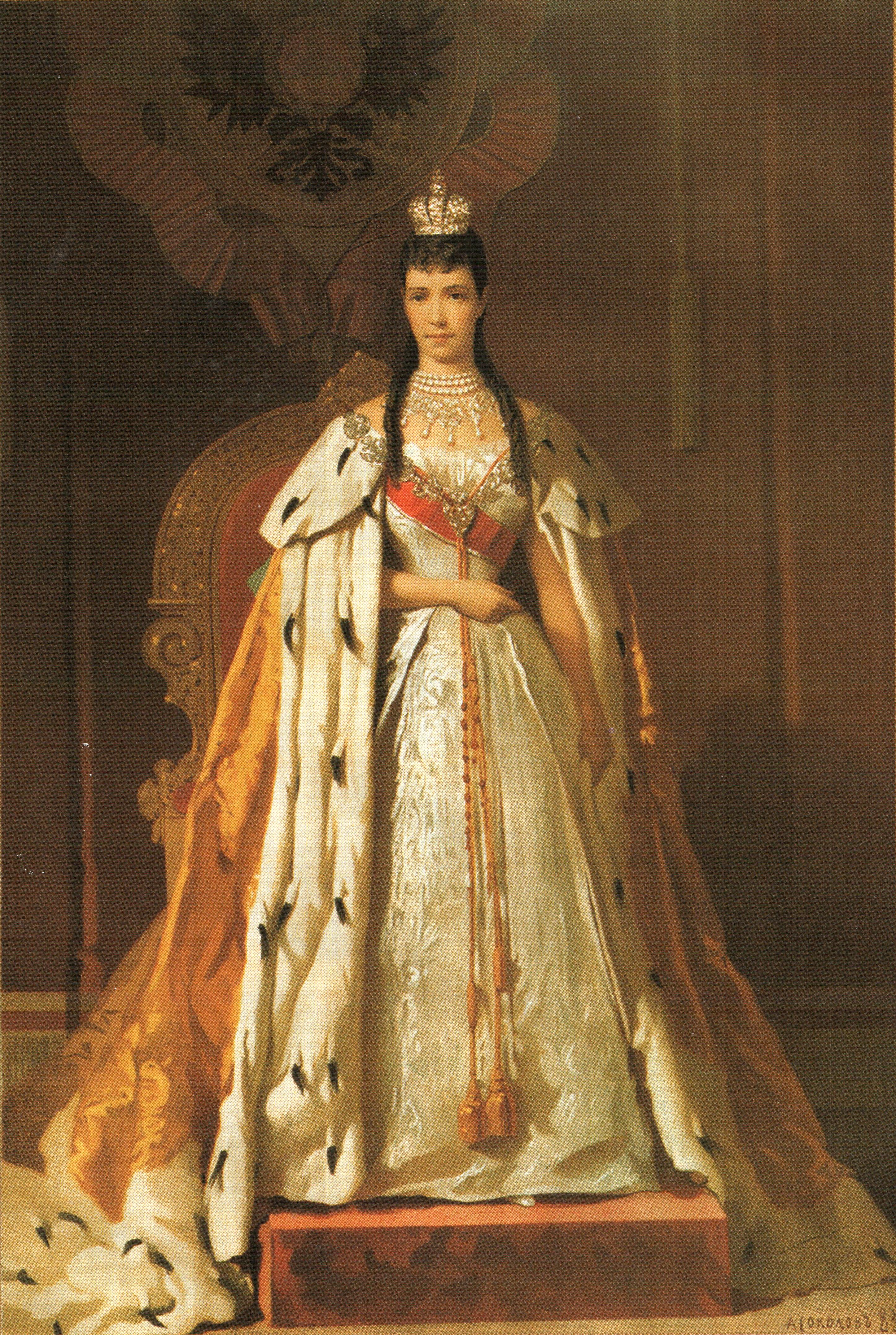
L'imperatrice Maria Feodorovna nel giorno dell'incoronazione, 1883.
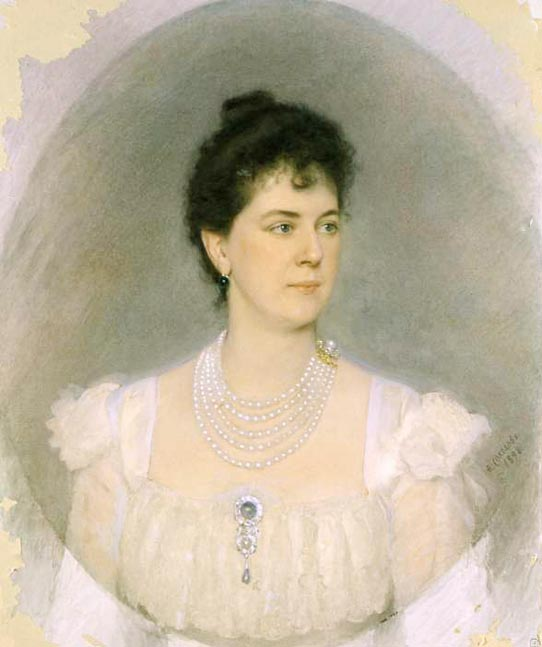
Ritratto di Marija Klavdievna Pjatkovskja, 1898, Museo Storico di Stato.